# Schreiner-Maler

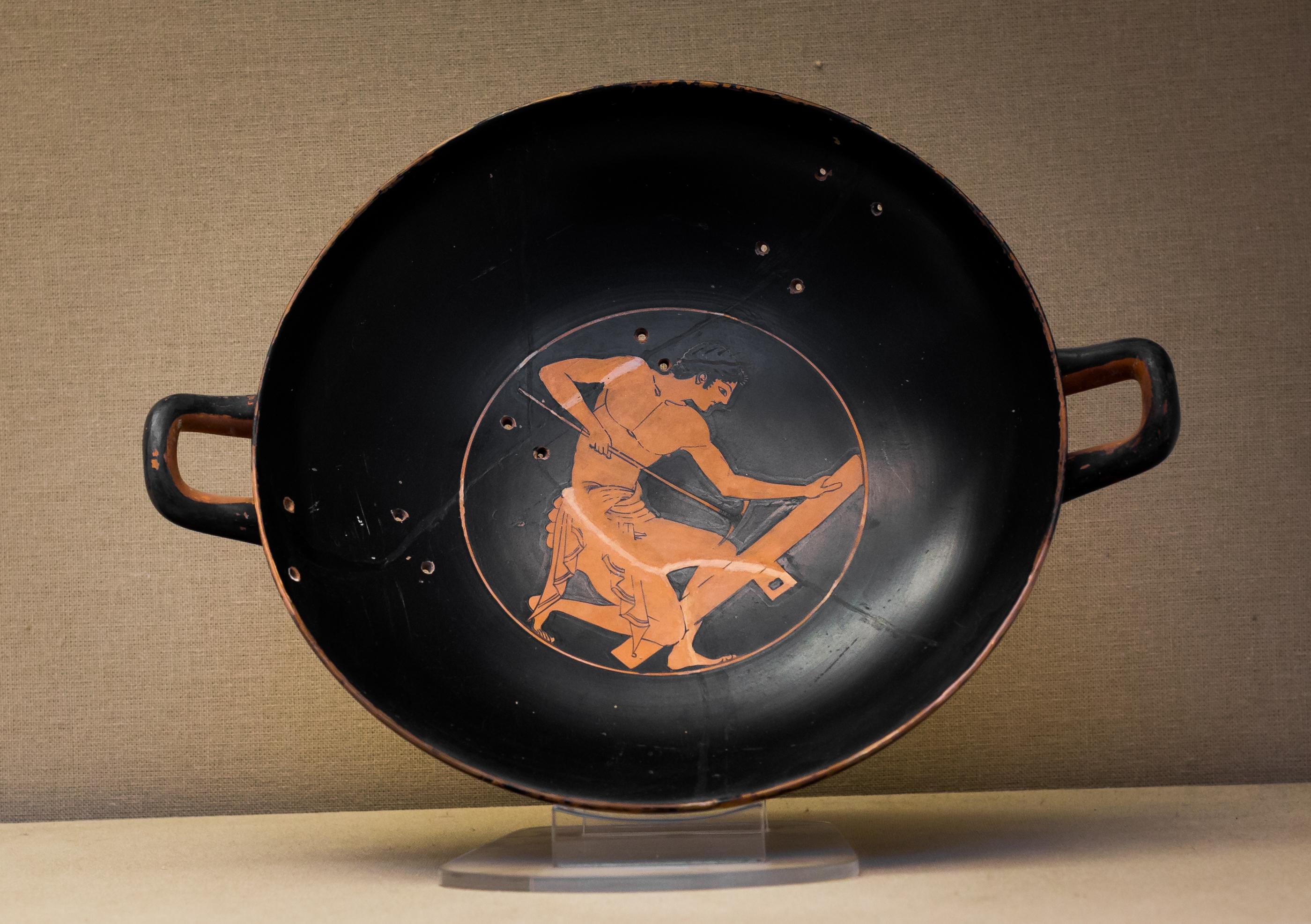
Namenvase des Schreiner-Malers: junger Zimmermann bei der Arbeit

Der Schreiner-Maler beziehungsweise Zimmermann-Maler, nach englisch Carpenter Painter, war ein griechischer Vasenmaler des rotfigurigen Stils, der gegen Ende des 6. Jahrhunderts v. Chr. in Athen tätig war.
Der Schreiner-Maler gehörte zu den relativ frühen rotfigurigen Schalenmalern. Seine Schaffenszeit wird etwa in das letzte Jahrzehnt des 6. Jahrhunderts v. Chr. beziehungsweise zum Teil noch wenige Jahre früher angesetzt. Sein Name ist nicht überliefert, weshalb ihn John D. Beazley, der seine künstlerische Handschrift innerhalb des großen überlieferten Korpus antiker bemalter Keramik erkannt und definiert hat, mit einem Notnamen unterscheidbar gemacht hat. Diesen Notnamen erhielt er nach seiner Namenvase im British Museum. Sie zeigt einen jungen Zimmermann, der gerade einen Holzbalken bearbeitet. Es ist eine der vergleichsweise seltenen Darstellungen aus der griechischen Arbeitswelt und der noch selteneren Darstellung von Handwerkern jenseits Töpfern, Vasenmalern und Metallhandwerkern.
Der Stil des Schreiner-Malers ist wie der vieler Schalenmaler der Zeit nicht einfach zu fassen. Vor allem dem Salting-Maler steht er sehr nahe, der Einfluss von Euthymides ist erkennbar. Als Hilfsmittel zur Unterscheidung von anderen Vasenmalern dient die Beobachtung der Art, wie er Schlüsselbeine, Brustmuskeln und Brustwarzen zeichnete, Mundwinkel nach unten drehte sowie lange schlanke Hände und Kleidungsstückfalten zeichnete. Auffallend ist indes seine mehrfach gezeigte Kreativität in der Bildwahl. So zeigt er etwa einen Lyra spielenden Satyr oder eine Eberjagd. Beazley schreibt ihm eine vergleichsweise kleine Zahl an Vasen zu. Sicher erscheinen ihm zwei Schalen und eine Hydria. In die stilistische Nähe rückt er weitere drei Schalen und eine Hydria. Zu letzteren Vasen kommen zudem zwei Schalen, die in der Werkstatt des Skythes entstanden sein müssten, aber nicht von diesem, sondern von einem Maler mit der stilistischen Nähe zum Schreiner-Maler verziert wurden. Eine weitere stilistisch nahe Schale ist im Vergleich zu den übrigen zeitlich eher anzusetzen. Seit Beazleys Forschungen wurde der Corpus der Vasen des Schreiner-Malers noch etwas erweitert. Das Beazley Archive verzeichnet heute 14 Werke des Malers beziehungsweise aus dessen stilistischen Umfeld.